# Miskolc képzőművészete

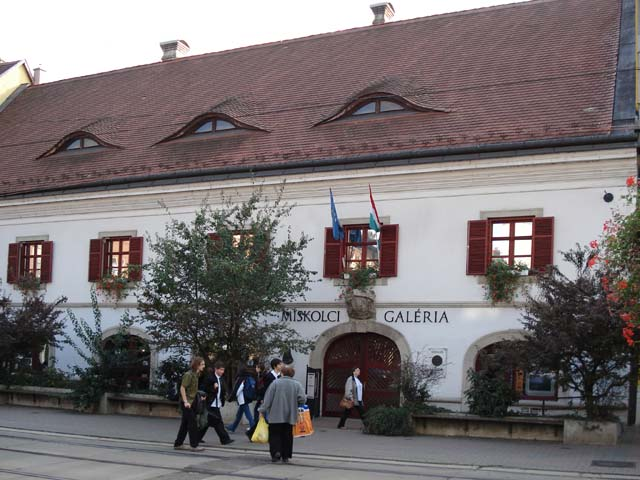
A Miskolci Galéria épülete a Széchenyi utcán (Dőry-kúria)

Miskolc képzőművészete – miként az egész  hazai képzőművészet – jelentős késésben volt a nyugati művészeti alkotások, kiemelkedő festő, szobrász egyéniségek tekintetében, bár mindig is volt egy-egy környezetéből kiemelkedő, de egyedül álló személyiség vagy alkotás. A térség első említésre méltó festője egy testőrtiszt, Szathmáry Király Pál volt. Fontos egyéniség volt az 1818-ban érkező jeles festő, Wándza Mihály, aki egész festődinasztiát alapított a városban. Névtelen, de feltehetően helyi faragók készítették a Mindszenten felállított Mária-oszlopot, valamint a Diósgyőrben lévő másik Immaculata-oszlopot. A barokk–biedermeier korszak után a helyi művészek a plein air, a nagybányai hagyományok szerint alkottak, gyakorlatilag a miskolci festőtársadalom ezen elv szerint festett. Ezzel a stílussal a 20. század közepén a Feledy Gyula és Kondor Béla vezetésével induló Miskolci Grafikai Műhely szakított. Tevékenységük nyomán Miskolc a magyar grafika központjává vált.
A 19–20. század fordulója után a miskolci művészeti élet mozgatója Balogh Bertalan volt, aki a Borsod-Miskolci Közművelődési és Múzeumi Egyesület titkáraként sokat tett a képzőművészeti élet felpezsdítéséért, a Borsod-Miskolci Múzeum létrehozásáért és annak gyűjteménye megalapozásáért. Az első világháború után a Meilinger–Bartus–Nyitray-féle szabadiskolából létrejött a Miskolci Művésztelep, ami hosszú évtizedekre lendületet, sőt keretet adott a helyi képzőművészeti életnek.
A Borsod-Miskolci Múzeum volt a jogelődje a Herman Ottó Múzeumnak, amelynek festészeti részlege 1980-ban került mai, Görgey úti épületébe, és mára az ország egyik legjelentősebb képzőművészeti gyűjteménye lett. A Miskolci Galéria – a vidék első kiállítási intézményeként – 1974-ben jött létre, amit 1996-ban a Széchenyi utcai Rákóczi-házban helyeztek el. A Szalay Lajos- és a Kondor Béla-gyűjteménynek a Hunyadi utcai Petró-ház ad helyet, Feledy Gyula gyűjteményes kiállítása pedig a Deák téri Feledy-házban tekinthető meg. A Mission Art Galéria fő profilja a kortárs művészet és a nagybányai festészet.
Miskolc két nagy, országos jelentőségű kiállítássorozata az Országos grafikai biennálé és a Miskolci téli tárlat. Előbbit – 2008-tól triennálévá módosulva – 1961 óta rendezik meg, és 2008-ban rendezték meg a huszonötödiket, utóbbinak 20. kiállítását 2009 decemberében nyitották meg.

## Képzőművészet a 20. század elejéig

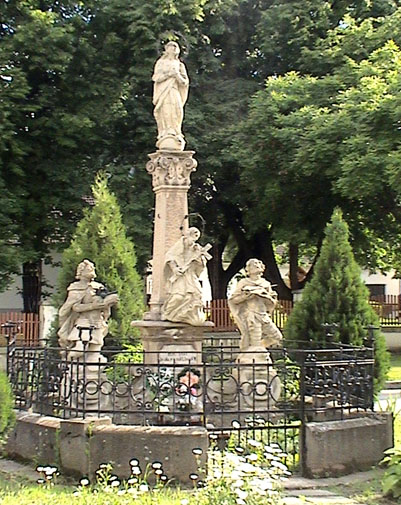
A Szeplőtelen fogantatás szobra (Immaculata) Diósgyőrben

Miskolc képzőművészetéről a 18. század első felétől lehet beszélni. Az első fontos művész, a kor jeles barokk portréfestője, a Boldván született Szathmáry Király Pál (1726–1807), aki Mária Terézia testőrkapitánya is volt. Testőrtiszti önarcképét a Sárospataki Református Kollégium őrzi. Egy másik festménye a Nemzeti Galériában van: Czirjék Mihály testőrírót ábrázolja. Ismertek családtagjairól és időskori önmagáról készült festményei is (de a leírások szerinti gyümölcs- és állatképei nem kerültek elő). Szívesen tanította rajzolni, festeni a fiatalokat, leghíresebb tanítványa Szentpéteri József (1781–1862) ötvös- és szobrászművész.
Az Iglóról származó Lieb Ferenc festette a monoki Andrássy-kastély és kápolna faliképeit, a miskolci minorita rendház és a mellette álló minorita templom ma is meglévő szentképét (Boldog Bonaventura), a diósgyőri pálosok számára a Királyok imádását (ez is megvan), az edelényi Coburg-kastély seccóját, de ezen kívül még sokfelé dolgozott a környéken. Korabeli források több néven említik, például Diós-Győriensis néven is. Az ő veje a szintén festő Fabricius Jakab István, aki 1778-ban kapta meg apósa Czikó utcai házát. A lengyel származású Woronieski (Vorenenski) János a görög kereskedő Grabócki János, valamint Almássy József házán dolgozott.
Nem művészként voltak jelen, de megemlítendő, hogy 1811-ben Ferenczy István, a későbbi híres szobrászművész, lakatoslegényként töltött Miskolcon néhány hónapot, valamint Bőhm József Dániel, aki később híres éremművésszé vált Bécsben, 1813-ban boltos segéd volt a városban, de Marczinkey Elek festő és író is tartózkodott itt az 1820-as évek végén. Munkácsy Mihály csak életrajzilag kötődik Miskolchoz, gyermekként élt a városban, de már világhíres művészként is többször hazalátogatott. Szoros kapcsolatot ápolt Schabinszky László miskolci fényképésszel, aki számos fotót készített róla.

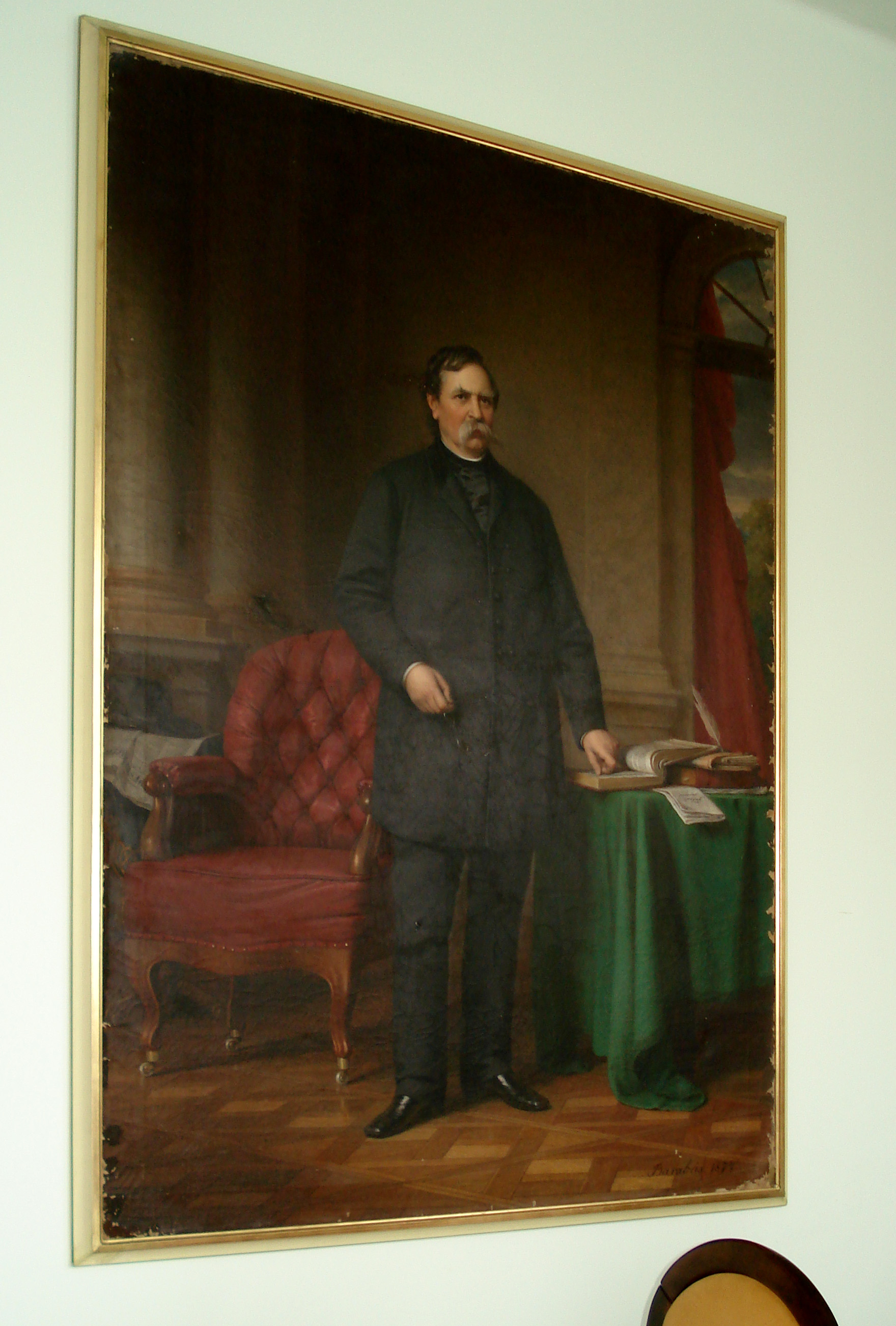
Barabás Miklós: Deák Ferenc (ma a MAB-székházban van)

1818-ban költözött Miskolcra a jeles festő, Wándza Mihály (1781–1854), aki Kolozsvárott és Bécsben tanult. Nagyméretű tablóképei, amelyekkel megelőzte korát (Ferenc császár koronázása, Zrínyi Miklós szigetvári kirohanása, Mátyás király és Beatrix hercegnő találkozása, Mária és Zsigmond herceg eljegyzése), csak leírásokból ismertek. Kund vezért ábrázoló kétméteres képe a Herman Ottó Múzeumban látható, és 1830 körül készült az a Kazinczy-allegória, amely a Nemzeti Galériában található. Színészként is dolgozott, de rendszeresen ő festette a miskolci színház díszleteit is.
Telepi György (1794–1885) pályafutása hasonló Wándzáéval. Ő is erdélyi származású, ő is színésznek állt, és ő is festett díszleteket. Mellette tanult Barabás Miklós (1810–1898), akinél aztán az ő Károly fia is tanult. Telepi György idős korában visszatért a városba, és Diósgyőr elöljárója lett. Több festménye ismert, a Herman Ottó Múzeum őrzi például azt a táblaképét, amely Miskolcot mutatja az 1878. évi nagy árvíz idején. Ez az első Miskolcot ábrázoló olajfestmény.
A kiváló tehetségű Kraudy József 1810-ben született Miskolcon, és itt is halt meg 1876-ban. Görög kereskedőcsaládból származott. Mint festő, művészi látásmóddal rendelkezett. Egy fiatalkori önarcképén festőként ábrázolja magát, és a képen a színeket remek egyensúlyérzékkel alkalmazta, miközben az alkalmazott színek (piros kabát, fehér ing, zöld sapka) révén büszkén vállalta (asszimilálódott) magyarságát. Ezen a képen kívül bizonyítottan még egy kiváló Lévay József portré ismert tőle, de feltételezhető, hogy a Herman Ottó Múzeum tulajdonában lévő, egy nápolyi halászfiút ábrázoló egész alakos kép is az ő keze munkája.

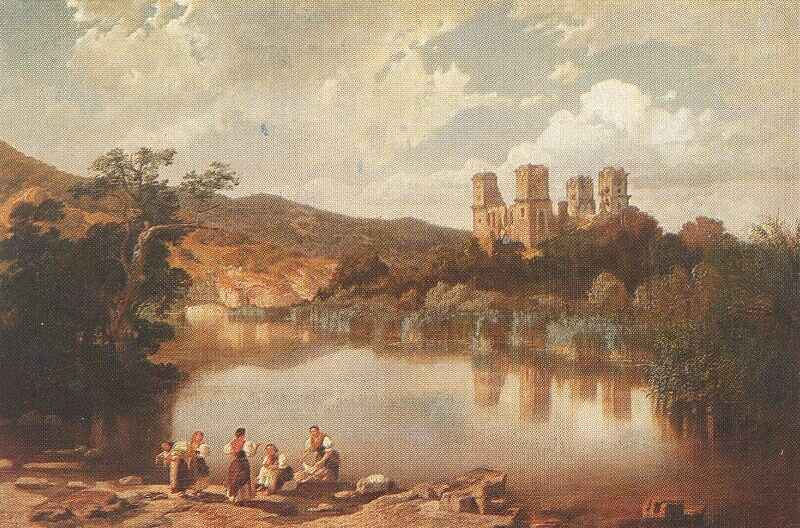
Telepy Károly: A diósgyőri várrom (1860)

A kor legkiválóbb miskolci művésze a rozsnyói születésű Latkóczy Lajos (1821–1875) volt, aki a híres francia portréfestőnő, Louise Élisabeth Vigée Le Brun dédunokája volt. Sárospatakon és Pesten tanult jogot, majd Bécsben tanult Karl Rahlnál, azután Münchenben és Olaszországban, később Párizsban képezte tovább magát. Ötvenöt éves korában Miskolcon hunyt el. Az ő felesége volt a kor neves színésznője, Hivatal Anikó (1814–1891), aki előbb Lendvay Márton feleségeként Lendvayné, majd 1848-tól immár Latkóczyné néven szerepelt. Megfestette feleségét és több más színművészt is, de önarcképét is . Miskolcra már második feleségével, Reidl Rózával érkezett. Latkóczy az első miskolci megbízását Bató István gazdag gabonakereskedőtől kapta, elhunyt lánya, Eszter ravatalképének megfestésére. A művész hamar a biedermeier közkedvelt arcképfestőjévé vált a városban, több ilyen alkotása ismert (például Kandó Jánosné ).

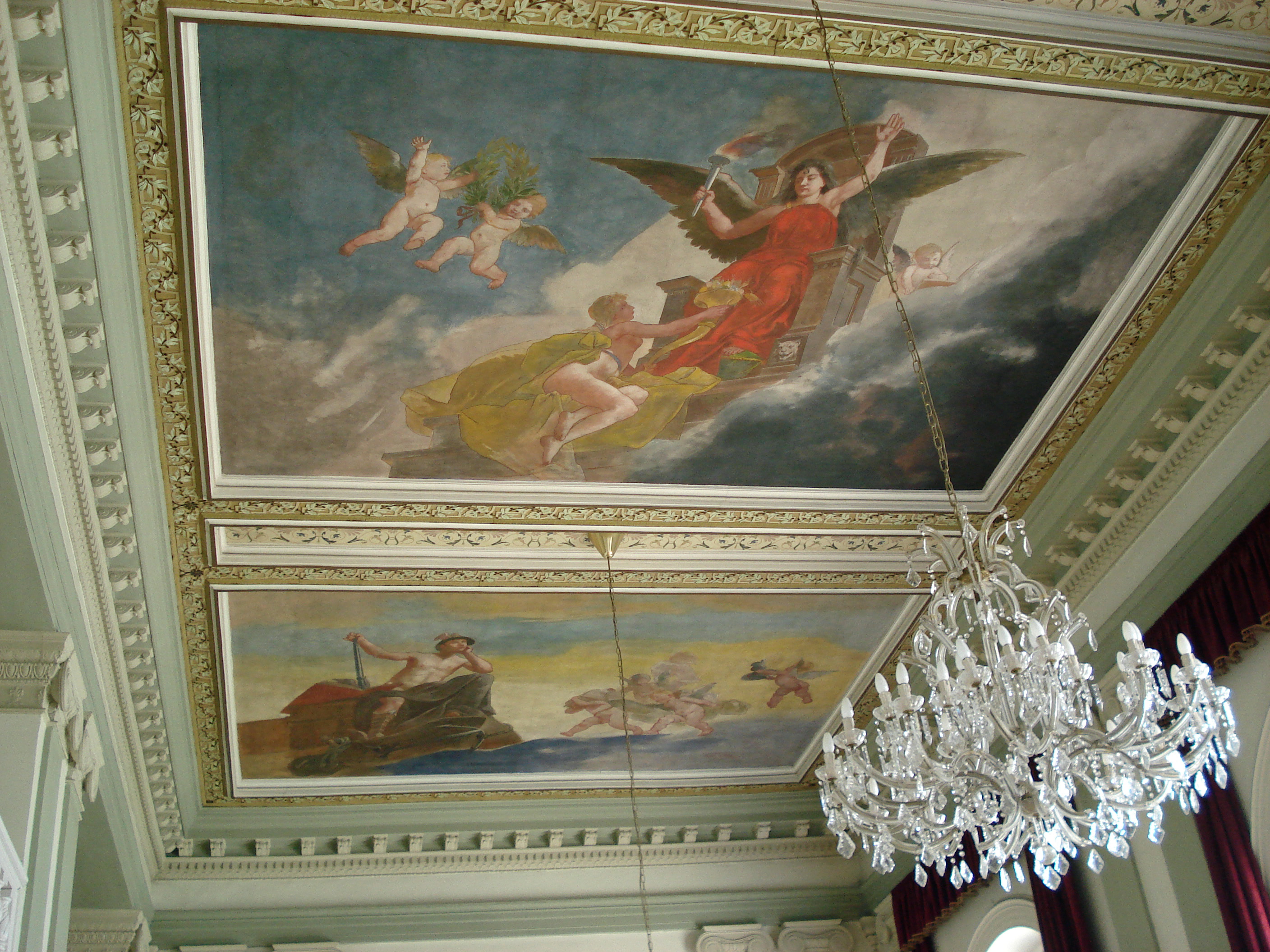
Nagy Lázár freskója a MAB-székházban

A Vármegyeháza tanácstermébe sorban készültek a jelességekről egész alakos, reprezentatív festmények. Ezeket – legalábbis az ún. „Habsburg oldalt” – idegen festők hozott, gyakorlatilag sokszorosított alkotásai képezték (Mária Terézia, József Károly főherceg, Ferenc József stb.) A magyar oldalon viszont feltehetően ott volt Wándza Mihály Kund vezére és más honfoglaló vezérek képei is. Nem helyi művészek festették Deák Ferenc, Palóczy László és Kossuth Lajos egész alakos portréit sem (ezek Barabás Miklós (1810–1898), Klinkovics Ferenc (1825–1890) és Stetka Gyula (1855–1925) alkotásai). A megyeháza dísztermébe Rakssányi Dezső (1879–1950) készített pannókat, de dolgozott a Minorita templomban, és a Zenepalota falfestményeit is ő készítette. A Városházát és a Tiszai pályaudvart a Diósgyőr-Vasgyárban lakó Kosin János (Kmetty jó barátja) dekorálta, de ezek mind megsemmisültek. A Kereskedelmi és Iparkamara székházának hasonló jellegű mennyezeti képeit Nagy Lázár (1861–1923) készítette.
Miskolc első köztéri alkotásai a Mindszenten 1738-ban emelt pestisoszlop („Csupros Mária-szobor”), valamint az 1739-ben Diósgyőrben felállított hasonló Immaculata (Szeplőtelen fogantatás) szobor volt. Mindkettő ugyanabból a műhelyből került ki, és mindkettő rendelkezett mellékalakokkal. A miskolci Mária-oszlop alsó részén Nepomuki Szent János, Szent Lőrinc és Szent Sebestyén szobrát helyezték el (ma már egyik sincs a helyén), a diósgyőri alkotáson Szent István és Szent László alakját is elhelyezték, majd röviddel ezután Nepomuki Szent Jánost is beillesztették a kompozícióba. A kálvária 1884-re készült el az Avas keleti lejtőjén, Rudolf Antal tervei szerint, romantikus neogót stílusban, amelynek domborműveit a svéd származású Dallströhm (Dallstrőm) József faragta.

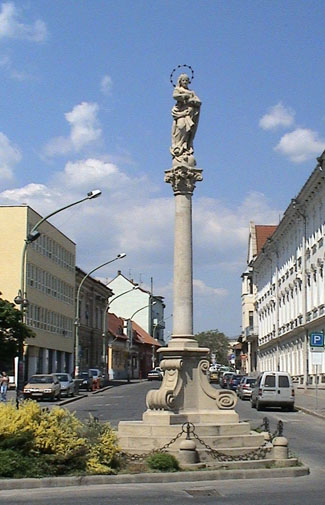
Mária-oszlop („Csupros Mária”)

1898-ban, az országban először Miskolcon állítottak egész alakos szobrot Kossuth Lajosnak (Erzsébet tér), alkotója Róna József (1861–1939) volt. Azután – a másik politikai oldal hatására – a következő évben elkészíttették Strobl Alajossal (1856–1926) Erzsébet királyné szobrát is, amit eredetileg a Népkertben állítottak fel, de több másolata is megtalálható a városban. Szemere Bertalan szobrát is Róna József készítette (1906), Deák Ferenc reprezentatív szobrát pedig Gárdos Aladár (1878–1944). Az eddig említett plasztikai alkotások nem helyi művészek keze alól kerültek ugyan ki, de mégis jellemzik a város képzőművészeti kultúráját. Kun József (1879–1946) szobrászművész azonban Miskolcon született és alkotott. Budapesten és a párizsi Julian Akadémián tanult a város ösztöndíjával. Elsősorban épületszobrászként ismert, az ő munkái például az egykori Katolikus Főgimnázium homlokzatán és hátsó frontján elhelyezett domborművek, amelyeken puttók, múzsák láthatók.
Halász-Hradil Elemér (1873–1948) Miskolcon született. Münchenben tanult Hollósy Simonnál, Párizsban is volt, majd 1905-ben hazatért, majd rövidesen Kassára költözött. Az ő munkája volt az Iparkamara székháza számára 1905-ben festett, Pfliegler J. Ferencet ábrázoló térdkép. Pfliegler J. Ferenc iparművész volt, ő készítette a Mindszenti templom szentélyének bal oldali és a Búza téri székesegyház hajójának jobb oldali üvegablakait. Neki köszönhető Róth Miksa megbízása is a diósgyőr-vasgyári római katolikus templom üvegablakainak elkészítésére (ezek az üvegablakok a második világháborúban bombatámadás következtében megsemmisültek).
Sassy Attila „Aiglon” (1884–1967) Miskolcon született festő és grafikus. Ferenczy Károlynál tanult, majd Münchenben, Nagybányán és Párizsban is megfordult. Festményeinek  és grafikáinak stílusa némileg eltérő, utóbbiak erőteljes szecessziós hatást mutatnak. Rueff Ferenccel, Kun Józseffel és másokkal együtt Kaffka Margit (1880–1918) miskolci baráti köréhez tartozott. Váncza Emma (1863–1943) a Wándza Mihály által alapított képzőművész-dinasztia egyik tagja. Festészettel , díszkerámiával és fotózással is foglalkozott. Tájfotói – fotóművészeti kvalitásukon túl – forrásértékűnek, kordokumentumnak számítanak. Gimes Lajos (1886–1945) szintén Miskolcon született. Budapesten, Münchenben, Párizsban, Berlinben, Brüsszelben és Olaszországban tanult, illetve képezte tovább magát. Itthon Mezőkövesden és Miskolcon dolgozott, kedvelt témái a Bükk és a Sajó tájai voltak. Tájképeit főleg olaj és tempera technikával festette. A városban dolgozott még Kóris Kálmán (1878–1967), aki rajztanár és etnográfus volt. Hidvégi Géza (1874–1928) szintén rajztanárként dolgozott, 1911-től kiállító művész volt. Rueff Ferenc és Lahner Emil (1893–1980) is dolgozott hosszabb-rövidebb ideig a városban. Kemenszky Árpád (1870–1945) miskolci születésű festő, aki Székely Bertalannál tanult a Mintarajziskolában, majd Münchenben Hollósy Simonnál. Nagybányai hangulatú képei hatással voltak a nála idősebb festőkre is.

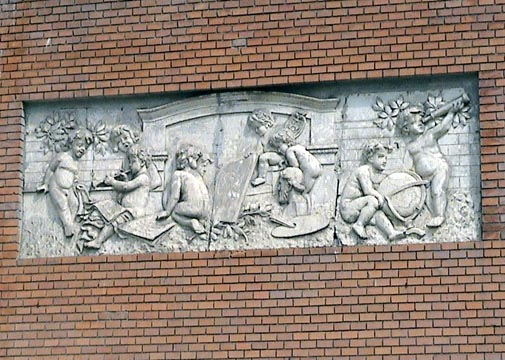
Kun József domborműve a „Földes” homlokzatán

Miskolcon a nagybányai szellem, a plein air stílus vált elterjedtté, így ez volt az uralkodó az 1899-ben Budapesten, a Nemzeti Szalonban rendezett első Miskolci Kiállításon is. A tárlaton a helyi művészek mellett a hazai festők élvonala is jelen volt (például Edvi Illés Aladár, Iványi-Grünwald Béla, Glatz Oszkár, Mednyánszky László). Az első miskolci kiállítást 1899. november 11-én nyitották meg a Megyeháza nagytermében. Ezek a kiállítások azt jelezték, hogy a városban pezsgő képzőművészeti, kulturális élet alakult ki. Megnyílt a Borsod-Miskolci Múzeum, a Herman Ottó Múzeum elődje. amely vásárlásokkal segítette a helyi művészeket, de a polgárok és szervezetek is a vásárlók között voltak. A következő kiállításokon olyan művészek is rendre kiállítottak, akik miskolci születésűek voltak, de innen elszármaztak. A miskolci művészeti élet mozgatója Balogh Bertalan volt, aki vasúti tisztviselőként is a Borsod-Miskolci Közművelődési és Múzeumi Egyesület titkára, osztályelnöke volt, mindemellett elismert művészeti szakíró is volt. Ő kezdeményezte az országos vándorkiállítások sorának elindítását, a kor új képzőművészetének bemutatására. A Múzeum anyagának összeválogatásában is jelentős szerepe volt. Joggal írta Végvári Lajos művészettörténész a korszakról: „A Balogh Bertalan szervezte kiállítások nyomán Miskolc képzőművészeti centrummá vált.”
A miskolci és a Miskolcra érkező képzőművészeknek az egyik nagy patrónusa a neves ügyvéd, országgyűlési képviselő Bizony Ákos, „Miskolc bölcse” volt. Felesége, Hosszúfalusy Róza (1848–1932) műkedvelő festő volt, és az ő műtermében dolgozott többek között Kemenszky Árpád és Meilinger Dezső is.
A szintén miskolci Balogh József (1874–1951) Budapesten tanult az Iparművészeti Iskolában, majd Hollósy Simonhoz ment Nagybányára. Stílusa ennek megfelelően naturalista volt, portrékat, tájképeket, enteriőröket festett . Miskolcon 1904-től rajz és festő szabadiskolát működtetett. Nyitray Dániel (1890–1971) festő, szobrász, keramikus Miskolcon született. Az Iparművészeti Főiskola szobrász–keramikus szakán végzett. Az emberábrázolás állt hozzá közel, de hangulatos tájképeket, rajzokat is készített az avasi templomról és annak környékéről. Meilinger Dezső Egerben született, katonaként került Miskolcra. Leszerelése után a városban maradt, és 1919-ben – Nyitray Dániellel közösen – képzőművészeti szabadiskolát hozott létre. Stílusát a posztimpresszionizmus és a nagybányai hagyományok határozták meg.
Kmetty János festő is Miskolcon született, de aztán szüleivel Kassára költözött, tanulmányai után Budapesten telepedett le. A szintén miskolci születésű Bartus Ödön (1888–1950) a Képzőművészeti Főiskolán szerzett rajztanári oklevelet, s amikor visszatért szülővárosába, először a Meilinger–Nyitray-féle szabadiskolában tanított, majd részt vett a művésztelep megszervezésében. Főleg akvarelleket festett .

## A Miskolci Művésztelep megalakulása és hatása

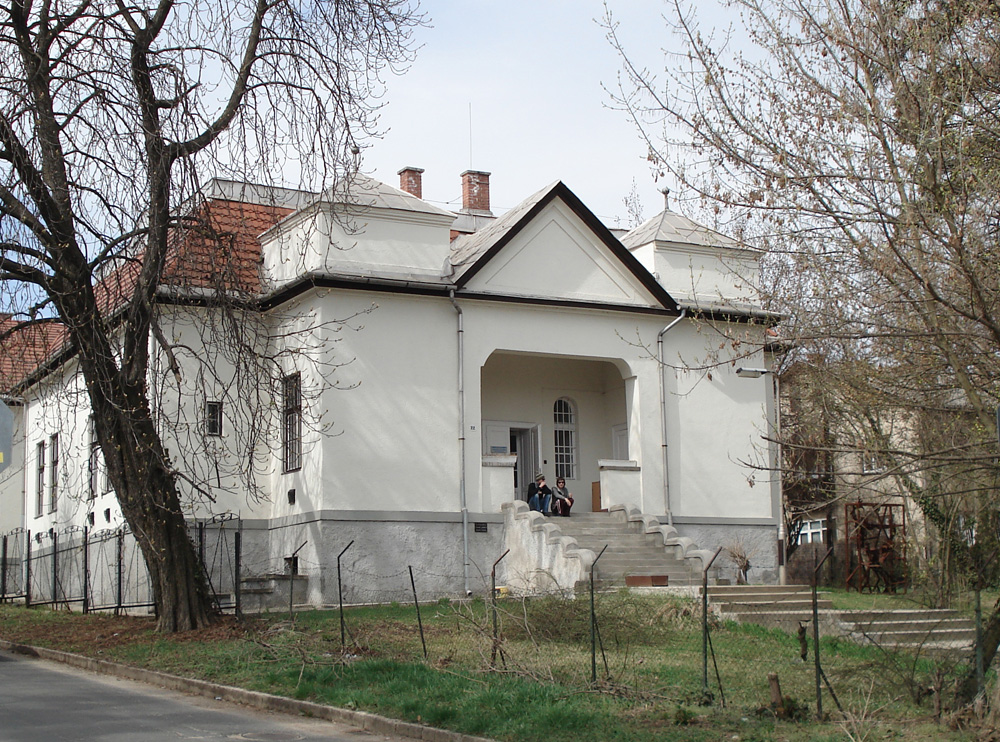
A Művésztelep épülete 2010-ben

Az első világháború sok kárt okozott a város ígéretesen alakuló művészeti életében. Az egyébként is alig szervezett körülmények között dolgozó, inkább magánkapcsolatban álló képzőművészek közül többen elköltöztek Miskolcról. Sassy Attila, Kemenszky Árpád és Gimes Lajos a fővárosba költözött, Halász-Hradil Elemér Kassára ment, Bartus Ödön pedig Eperjesre. Ráadásul 1922. augusztus 7-én váratlanul elhunyt az a Balogh Bertalan, aki a Borsod-Miskolci Közművelődési és Múzeumi Egyesület titkára, Miskolc kulturális életének fontos személyisége, szervezője volt. Pedig Balogh Bertalan munkássága országos szinten is fontos volt. Kezdeményezésére valósultak meg a hét várost érintő Felvidéki Vándorkiállítások, a Miskolcra hozott könyvművészeti, nyomdaipari tárlatok, a plakátkiállítás, az Egyesület létrehozása mind ígéretes kezdeményezései voltak a képzőművészeti élet decentralizálásának megvalósításában, a regionális képzőművészeti és közgyűjteményi élet kiépítésében. Ettől kezdve Miskolc képzőművészetét a város polgárainak művészetpártoló tevékenysége tartotta életben. A képzőművészetet a Miskolcról elszármazott, de ide kötődő képzőművészek tevékenysége, az iskolákban folyó művészeti oktatás színvonala és a fentebb említett polgári mecenatúra határozta meg.
Egy miskolci művésztelep létrehozásának gondolata már a háború előtt felvetődött. Az Ellenzék című helyi napilapban 1907-ben a következő sorok jelentek meg: „Minden valamire való magyar város költségvetésében van megállapított fix összeg a művészetek támogatására. Nálunk nincs. Pedig lehetne… Milyen könnyen lehetne pedig Miskolcot Magyarország északi részének művészeti centrumává tenni… Arad most épít művésztelepet. Miskolc is megtehetné… Így aztán egyrészről a város képtára telnék meg… másrészt erős, neves, messze hírű művésztelep létesülne Miskolcon.”
Miskolcon Balogh József 1904-től működtetett képzőművészeti szabadiskolát, és szorgalmazta egy művésztelep megalapítását, de akkor ezzel nemigen foglalkoztak, a háború miatt pedig már nem is volt aktuális. A világháború után, 1919-ben is felmerült ez a gondolat a Képző- és iparművészek Szakszervezetébe szerveződött helyi művészekben, de ez sem valósult meg. Röviddel ezután Meilinger Dezső festőművész és Nyitray Dániel szobrászművész 1919. július 1-jén elindította szabadiskoláját, amely 56 növendékkel kezdte meg munkáját. Eleinte a katolikus gimnáziumban folyt az oktatás, majd bérbe vették a Csabai kapuban lévő Egri-féle vízgyógyintézet egyik használaton kívüli felső épületét. A városi közvélemény jóindulattal fogadta a kezdeményezést, helyi vállalkozók segítségével sikerült műtermeket kialakítani. Itt bérelt műtermet Bartus Ödön is, aki egyúttal tanított is a szabadiskolában. Az első növendékkiállítást 1920. március 17-én nyitották meg. Rövid időre veszélybe került az iskola sorsa, mert a tulajdonosok el akarták adni a szanatórium épületeit, de ekkor Balogh Bertalan, akit Lyka Károly, a Magyar Képzőművészeti Főiskola igazgatójának baráti köréhez tartozott, javasolta, hogy a Főiskola – állami támogatással – nyisson itt művésztelepet. Az elképzelés illeszkedett Lykának a főiskolai képzés reformját illető elképzelésébe, a „harmadik trimeszter”, azaz a nyári művésztelepi képzés megvalósításába. Az ügy lassan mozdult ugyan, de a második év nyarán vendégül láthattak tizenkét főiskolai növendéket és Benkhard Ágost főiskolai tanárt. Benkhard így emlékezett vissza erre: „Az első nyár  kóborlásai egy kiskirályság boldog birtokbavétele… Hegynek futó szelíd lankák, az Alföld és a hegyvidék találkozása valóban arra predesztinálja ezt az ismeretlen szép földet, hogy új művészeket, úgy lehet, új művészetet neveljen. Megismétlődik a nagybányaiak első boldogságos nyara; tervezgetések, a jövő építése…” Vass József kultuszminiszter 1921. január 6-án tárgyalt Miskolcon Szentpáli István polgármesterrel, és megállapodtak arról, hogy az állam megveszi az épületeket a Főiskola nyári tanfolyamai számára. Később Lyka Károly is ellátogatott a városba, és ő is tárgyalt a város vezetőivel. Lyka így emlékezett vissza az eseményre: „1921-ben Pekár államtitkár felkért engem, mint a Képzőművészeti Főiskola rektorát: utazzam el Miskolcra, nézzem meg a város végén álló, fölhagyott egykori vízgyógyintézetet, alkalmas volna-e egy művésztelep számára. Amit láttam: üres falak voltak, betört ablakok, lyukas tetővel… A kép nem volt biztató. Annál inkább a környezet. Nagy kert bokrokkal, egy óriási mogyorófával, a tágas terület telehintve vadvirággal, – túl buja rétek, másfelől enyhe dombok egészen az Avasig: a szabad természet is közel, a város is közel… Több szempont is tette kívánatossá. Miskolc közönsége egyike a legműveltebbeknek: a művészet révén talán közvetlenebb kapcsolatot lehet teremteni közte és a művészet közt.”

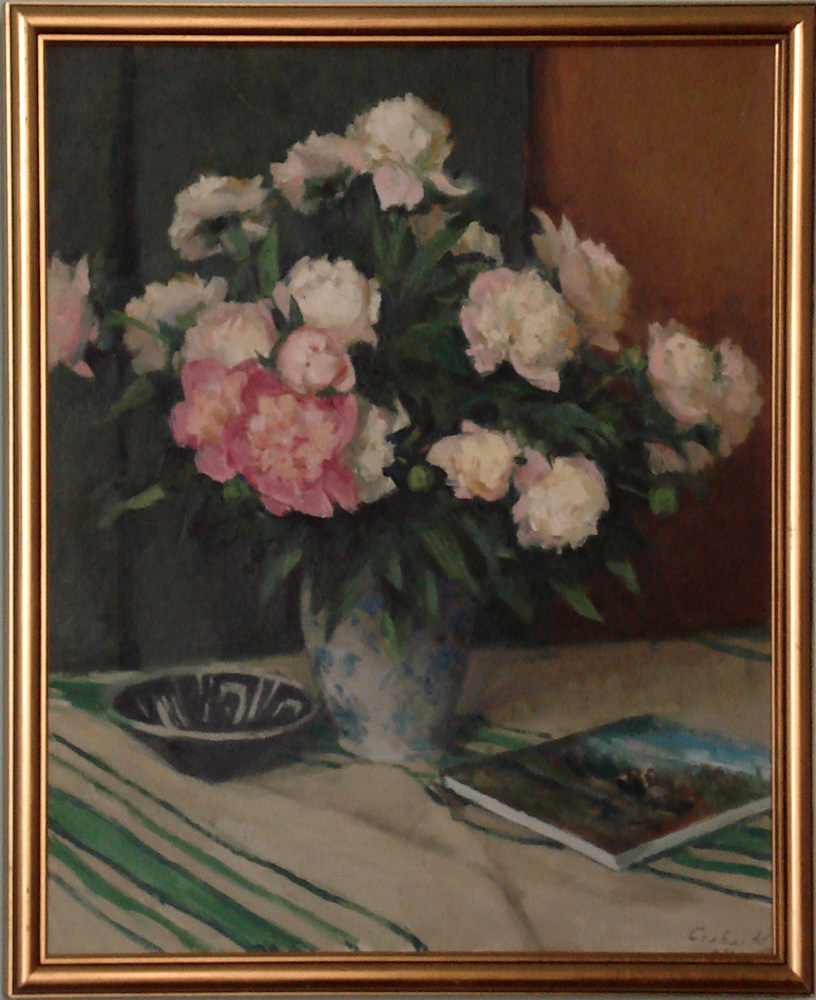
Csabai Kálmán virágcsendélete

Az eredeti elképzelés szerint három részleg működött volna a művésztelepen: megmarad a Meilinger–Bartus–Nyitray-féle szabadiskola, nyaranta működik a Főiskola tanfolyama és a helyi művészeket is támogatják azzal, hogy műtermet, fűtést, világítást és modellt kapnak. Miskolc a művésztelep fenntartásához évi 800 pengővel, ezen felül a nyári tanfolyamok szükségleteihez további 3600 pengővel járult hozzá. A város azzal is támogatta a művészeket, hogy rendszeresen vásárolt kiállításaikon, de magángyűjtők, vállalkozók, a Gazdakör és a Polgáregylet is a vásárlók között volt. A Művésztelep fellendülése országos érdeklődést váltott ki, és ennek eredményeként az 1920-as évek közepétől növekedésnek indult a Miskolcra települt, vagy a hosszabb időt itt töltő képzőművészek száma. Néhány név közülük: Szabó Ferenc az 1-es számú polgári fiúiskolában tanított, lapokat, könyveket illusztrált, Jelenfy Lajos, Szontágh Tibor (1873–1930), Petrányi Miklós, Kossin János, Balczer György (1880–1956), Mokry-Mészáros Dezső (1881–1970), de Réti István (1872–1945) is itt festette ismert szalmakalapos önarcképét.
A Művésztelep a nagybányai hagyományok szellemében létesült, és ennek megfelelően az itt dolgozó művészek ezt a stílust, a plein airt vitték tovább. Benkhard Ágost , aki a Művésztelepet megalakulásától 1937-ig vezette, szintén sokat dolgozott itt, és a konzervatív szellemű Lévay József Társasággal szemben megalapította a Miskolci Festők Társaságát. 1937-ben Burghardt Rezső (1884–1963) lett a Művésztelep vezetője, aki európai művészi kitekintéssel rendelkezett, külföldi tanulmányútjai során alakította ki naturalista stílusát, amit tanítványai, Csabai Kálmán (1915–1992) és Balog András is követtek. Ekkortájt érkezett az erdélyi származású Vaszary-tanítvány Imreh Zsigmond (1900–1965) . Döbröczöni Kálmán  és Csabai Kálmán  is részt vett a miskolci Festők Társaságának munkájában, és derűs plein air stílusukkal népszerűségre tettek szert. Nemcsak műveikkel, de előadásaikkal is hozzájárultak a város képzőművészeti kultúrájának megváltoztatásához. 1935-ben költözött Miskolcra Choma József (1901–1969), aki azonban nem találta meg a kapcsolatot a helyi művészekkel, a gyári műszaki rajz mellett csendes magányban alkotott.
A negyvenes években csökkent a kiállítások és a kiállítók száma, de a Turul Szépmíves Céh 1941-es kiállítása után Döbröczöni és Meilinger évente állított ki. A második világháború, de már az előtte való évek is kedvezőtlen hatást keltettel a Művésztelep életében. A bécsi döntések következtében visszacsatolt területeken is művésztelepeket létesítettek, így a miskolci erősen veszített jelentőségéből, sőt a Főiskola a háború után átadta a Képzőművészeti Alapnak. A nehézségek ellenére ebben az időszakban is kerültek művészek a városba. M. Kristóf Ágnes 1943-ban költözött Miskolcra, rajztanár volt több iskolában is, de emellett kiállító művész is volt (bár főleg csak a 60-as évektől). Keller Lívia diósgyőr-vasgyári születésű művész volt, aki 1943-tól tanított iskolákban, és már a 40-es évektől kiállított. A korszak helyi képzőművészete tárgyalásakor nem megkerülhető Mokry-Mészáros Dezső tevékenysége. Kalandos, világjáró élete után végérvényesen 1948-ban tért vissza Miskolcra, és haláláig itt élt. Tulajdonképpen autodidakta művész (néha a naivak közé is sorolják), fantasztikus témák, az úti élmények és az ősművészetek iránti vonzalom határozták meg művészetét (, ).

## Miskolc képzőművészete a második világháború után
Várady Sándor  miskolci születésű szobrász a Főiskola elvégzése után, 1944-ben érkezett Miskolcra, és barátaival kétkezi munkával igyekezett rendbe hozni a Művésztelepet. Megalapította az Észak-Magyarországi Képzőművészek Szabad Szervezetét, és képzőművészeti szabadiskolát is létrehozott. Szervezőkészsége révén szinte egy csapásra a város művészeti életének vezető alakja lett, és kezdeményezésére kiállítássorozatok keretén belül mutatkozhattak be a helyi művészek. Még a bábozás területére is kirándult: többekkel megalakította a Miskolci Bábszínházat. A szobrászokat jobban sújtó viszonylagos művészi elszigeteltség miatt 1948-ban Budapestre költözött. Papp László festő- és grafikusművész is Miskolcon született. 1946-ban tért haza angol hadifogságból, és szülővárosában NÉKOSZ kollégiumokat szervezett, fontos alakja volt a város képzőművészeti életének, újjászervezésének. 1946-tól vett részt helyi, megyei és országos kiállításokon.

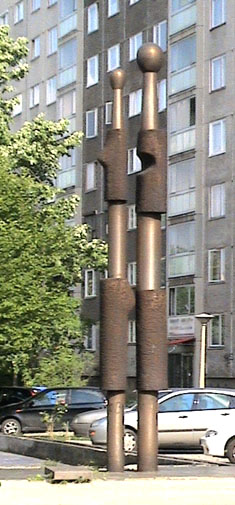
Varga Miklós szobra a Győri kapuban

A világháború után a térség a hazai nehézipar egyik központjává vált. Az erőltetett iparosítás káros mellékhatásai mellett a helyzet a képzőművészet terén lehetőségekhez is juttatta a várost. Az első fontos esemény 1948. október 2-án történt, amikor a Kossuth szálló kiállítási termében megnyílt a Képzőművészeti Főiskola Miskolci Művésztelepének „Miskolc 25 éve a magyar festőművészetben” című jubileumi tárlata. A kiállításon a miskolci és „tiszteletbeli miskolci” művészek (például Csabai Kálmán, Döbröczöni Kálmán, Imreh Zsigmond, Meilinger Dezső, Benkhard Ágost, Burghardt Rezső) mellett a hazai „szakma” kiválóságai is részt vettek. A kiállítás arról tanúskodott, hogy Miskolcon változatlanul Nagybánya öröksége él és hat, az itteni művészek ennek szellemében alkotnak. A Magyar Képzőművészek és Iparművészek Szövetségének létrejöttével megalakult a megyei csoport is. Első titkára Csabai Kálmán volt, akinek – a Városi Tanács tagjaként – módja volt a művészekért és a Művésztelepért tenni. Sokat tett a helyi és országos kiállítások megrendezéséért is. Az első „Borsod megyei képzőművészek kiállítása” 1951-ben valósult meg, amit később több hasonló tárlat is követett. 1955-ben nyílt meg az „I. Miskolci Országos Képzőművészeti Kiállítás”, amely az első olyan országos kitekintésű kiállítás volt, amit vidéken, Miskolcon rendeztek. Ebből a kiállítás sorozatból fejlődött ki a Téli Tárlatok rendszere.
A miskolci képzőművészet – a háború után átmeneti visszaesés után – ismét erőteljesen fejlődő szakaszához ért. A voluntarizmus a képzőművészetben Miskolcon nem hatott oly erősen, viszonylagosan szabadabb légkört biztosított a művészeti újításoknak. A stílusban is megmutatkozó fejlődéshez az indítást immár nem a „nagybányások” adták, hanem  az ideérkező fiatal festők. Seres János festő és grafikus 1947-ben jött Miskolcra, és Várady Sándorral együtt dolgozott a miskolci képzőművészeti élet újbóli felpezsdítéséért. Nem fiatalon, de az avantgárd szellemében alkotó Ruttkay György 1950-ben érkezett Miskolcra. A nagy lökést a Feledy Gyula vezetésével induló új, fiatal művésznemzedék adta, akik elsősorban a grafika műfajában találták meg kifejezési lehetőségeiket. Feledy Gyula 1955-ben költözött Miskolcra, és Kondor Bélával – aki tanítványa is volt –, Csohány Kálmánnal, Kass Jánossal, Reich Károllyal, Lukovszky Lászlóval és másokkal megalakította a Miskolci Grafikai Műhelyt. A csoporthoz azután mások is csatlakoztak (Pető János, Rékassy Csaba, Lenkey Zoltán, Kunt Ernő), és szinte egy csapásra pezsgő grafikai élet alakult ki a Művésztelep (akkoriban már eléggé leromlott) épületeiben, és szinte mindegyik festő készített grafikákat, Tóth Imre még festészetében is, mozaikjában is grafikai hatásokat alkalmazott. Hamarosan felmerült a bemutatkozás igénye. Először a miskolci Országos Képzőművészeti Kiállítás valósult meg, majd ebből nőtt ki az Országos grafikai biennálék sorozata. Az első biennále 1961-ben volt, s mivel a városnak akkor még nem volt megfelelő kiállítóhelye, a Miskolci Nemzeti Színház társalgóiban rendezték meg. A biennálékat azóta is megszakítás nélkül megrendezik, de a sorozat szervezési okok miatt 2008-tól triennálévá módosult.

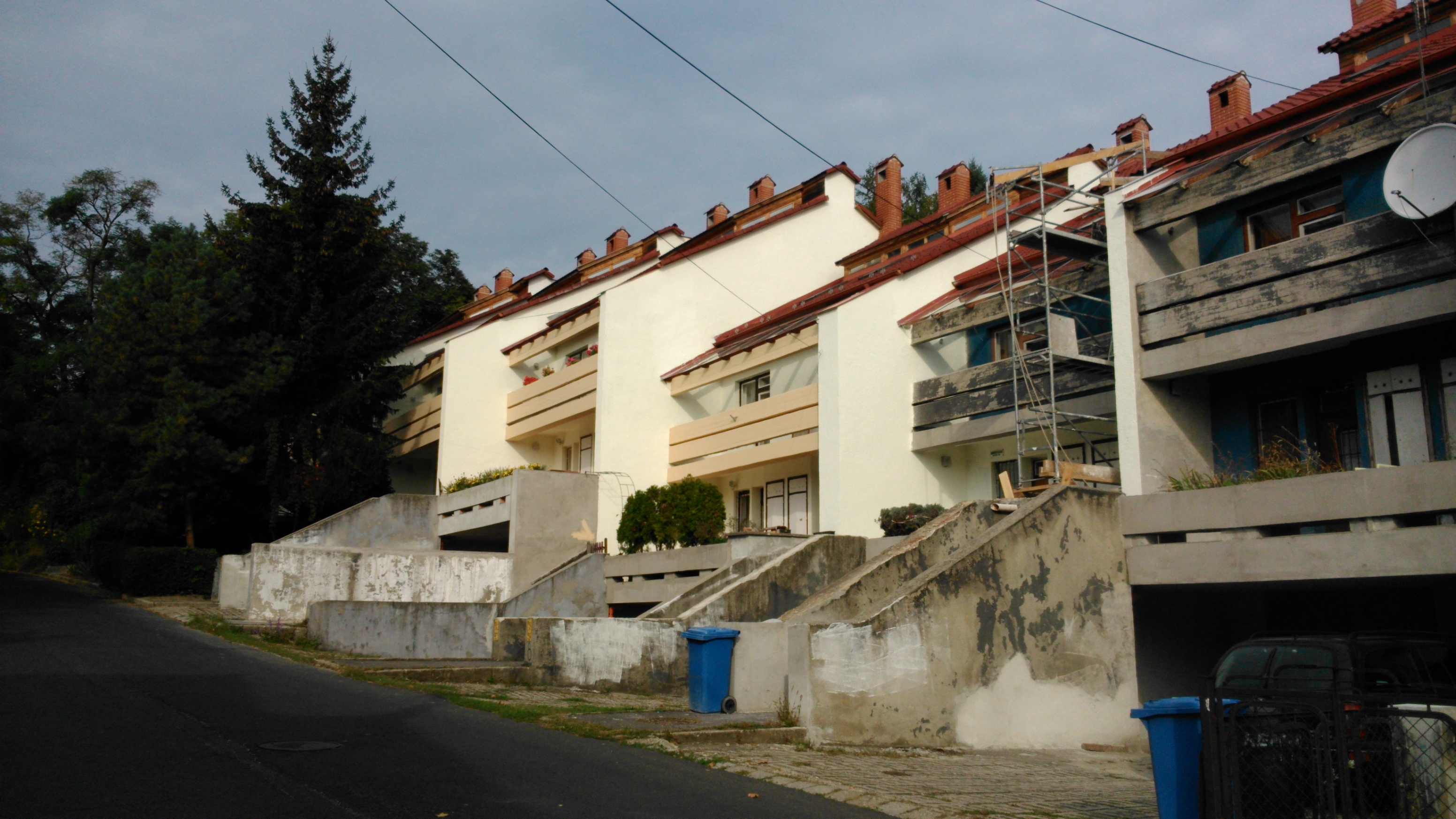
A Derkovits utcai művészházak

Miskolc városa fontosnak tartotta a képzőművészet intézményesített támogatását, ezért 1958-ban a Kilián városrészben építettek műtermes lakásokat, majd a régi Művésztelep mellett, a Derkovits utcában is újabb műtermes lakások épültek 1978-ban. Művészek sora költözött a városba: Mazsaroff Miklós, Barczi Pál, Zsignár István, Varga Miklós és Nagy Gy. Margit, Kunt Ernő, Tellinger István, Lenkey Zoltán, Bozsik István, Pető János. Figyelemre méltó, hogy Varga Miklós érkezésével a szobrászat ismét megjelent a városban, felesége, Nagy Gy. Margit pedig a városban új technikával, a gobelinnel jelentkezett. Vasas Károly szobrászművésznek ugyan Miskolcon volt a kivitelező műterme, de nem itt élt, bár a kiállításokon részt vett. Fontos fejlemény, hogy a felsoroltakat 1971-ben Máger Ágnes festőművész követte férjével, Végvári Lajos művészettörténésszel. A korszakról írta Dobrik István: „A felpezsdülő képzőművészeti életet, az országos jelentőségű tárlatok mellett a helyi képzőművészek gyakori csoportos és egyéni bemutatkozásai, a fellendülő szakköri mozgalom, az iskolai rajzoktatás megreformálása, a közgyűjtemények kialakulása, a muzeológiai munka megerősödése is jelzi. Egyre több művész telepedik le Miskolcon.” Ezzel a megállapítással összhangban, az eddigi grafikai-festészeti tevékenységgel együtt tovább erősödött a szobrászok jelenléte: Szanyi Péter, Varga Éva, majd később Jószay Zsolt is a városban telepedett le. Drozsnyik István képzőművészeti tevékenysége a hetvenes évek második felében indult. Az ő személye azért különleges, mert grafikusként kezdte, szobrászattal, festészettel folytatta, majd eljutott a performanszig, az installációkig és az enviromentekig.
Az eddig említetteken kívül Miskolcon alkotott még Bertha Zoltán festő–tanár, Kalló László festőművész, Kárpáti László muzeológus, grafikus, Kiss Sunyi István szobrász, Koncz József festő–tanár, Korkos Jenő Zoltán  festő–tanár, Debreczeni Zoltán festő, grafikus, Mezey István grafikus, Nagy Béla festő, Nagy Lajos festő, Pataki János grafikus, Pásztor Miklós festő, Seres László festő, restaurátor, Szántó Dezső grafikus, Szerdahelyi Sándor festő–tanár, Tarcai Béla festő, Tenkács Tibor festő–tanár, Varga János festő, Wieszt József grafikus.

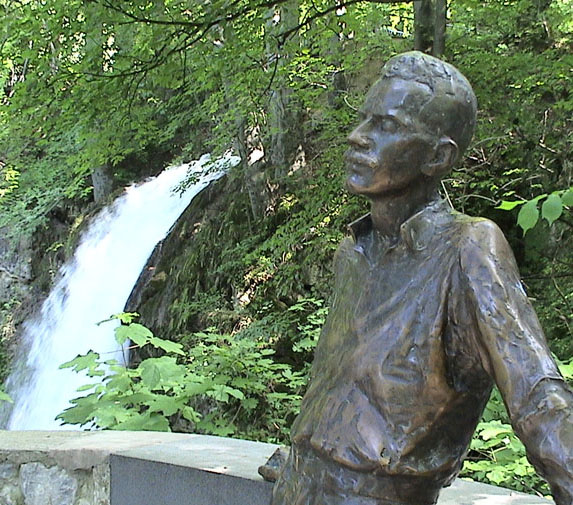
Varga Éva József Attila-szobra Lillafüreden

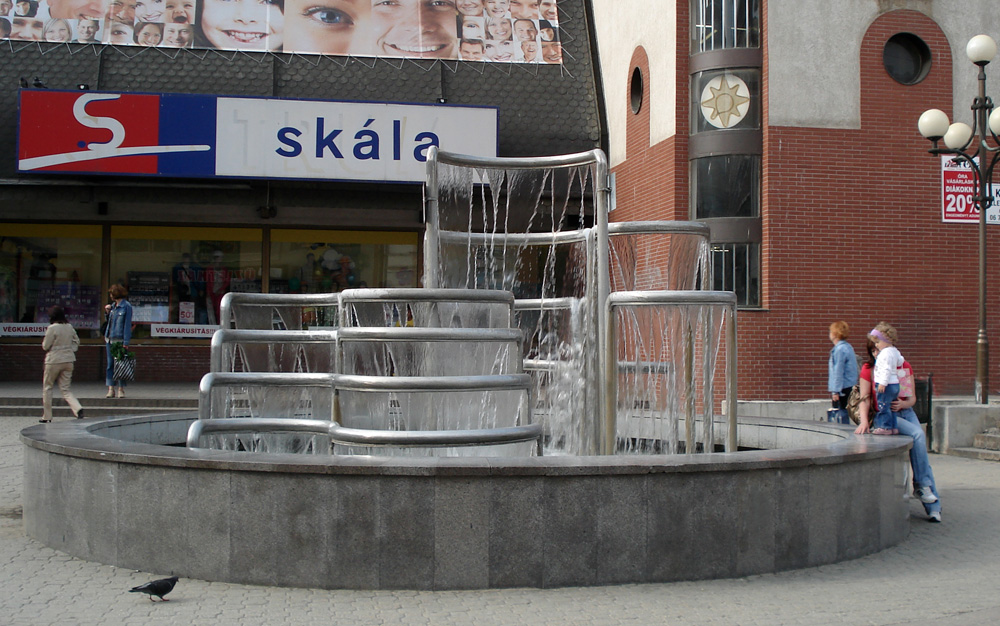
Balatoni Klára szökőkútja a Centrum áruház előtt

A képzőművészettel foglalkozó alkotók mellett nem szabad elfeledkezni a fiatal iparművészek erőteljes jelenlétéről a városban és a művészi fotográfia fejlődéséről sem. Balatoni Klára 1980-ban végzett a Magyar Iparművészeti Főiskola ötvös tanszakán, és 1982-ben telepedett meg Miskolcon. Reprezentatív cégéreket, csillárokat készített, de leghíresebb alkotása a Centrum áruház előtti szökőkút és ivókút. Az egri születésű Demcsik Attila ötvös 1976-ban végzett az Iparművészeti Főiskolán, ahol Engelsz József és Kertész Géza volt a mestere. Használati és dísztárgyakat tervezett és készített például a Vasas Művelődési Központ és a Miskolci Nemzeti Színház számára. Litwin József miskolci születésű iparművész, 1981-ben végzett az Iparművészeti Főiskolán. 1983-ban a Pirity Attila vezette építészkollektíva tagjaként (Balatoni Klára és Lipták György társaságában) megnyerték a miskolci sétálóutca országos tervpályázatát. Ennek eredményeként ő készítette a miskolci sétálóutca utcabútorcsaládját. Vincze Ildikó keramikusművész Rudabányán született, de iskoláit Miskolcon végezte. Az Iparművészeti Főiskolán Schrammel Imre volt a mestere. A fotóművészek között Berde Béla, Gedeon Péter, Juhász Miklós, Kurucz János, E. Szabó István nevét kell megemlíteni, de ide sorolandó a Múzeum munkatársa, a Miskolci Egyetem oktatója, ifj. Kunt Ernő is, aki művészi fotókat készített néprajzi-antropológiai kutatómunkája során. A fotóművészet alakulását, fejlődését, ezen belül kiemelten a diaporáma műfaját, Végvári Lajos művészettörténész is segítette.
A képzőművészet helyzetéhez szorosan hozzátartoznak a képzőművészeti oktatás terén tett lépések is: létrejött ifj. Kunt Ernő vezetésével a Kulturális és Vizuális Antropológiai Tanszék a Miskolci Egyetemen, és megindult a művészettörténeti képzés is.

## Kiállítóhelyek, gyűjtemények

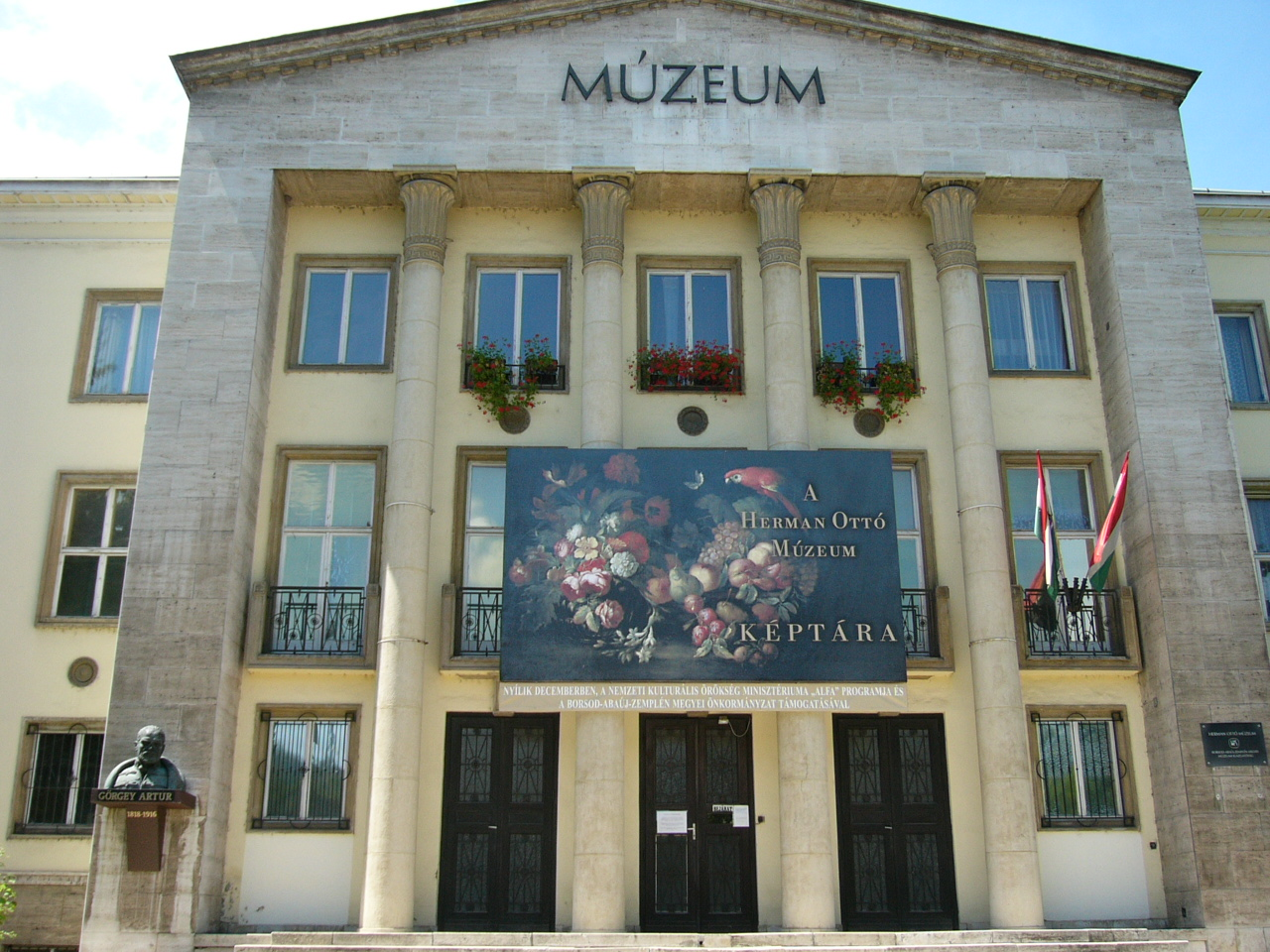
A Herman Ottó Múzeum Képtára

A Borsod-Miskolci Közművelődési Múzeum Egyesület 1892-ben alakult meg. Egyik legfontosabb feladatának múzeum és képtár létrehozását tekintette Miskolcon. A képtár feladatait a következőképpen fogalmazták meg: „Alapítsunk itt képgyűjteményt is, amelyen legyen ábrázolat ne csak minden itt született és élt piktorról, hanem legyenek képviselve hazai művészeink is alkotásaikkal, hogy a szegény miskolci polgárnak effélék meglátásáért ne kelljen Egerbe vagy Kassára menni.” Az egyesület munkáját 1899-ben siker koronázta: a millenniumi ünnepségek alkalmából megalakították a Borsod-Miskolci Múzeumot a Papszeren lévő régi iskolaépületben. A történeti gyűjtemények gyorsan meg is alakultak, de a képzőművészeti részleg csak lassan jött létre. A gyűjtemény első darabjai feltehetően a városi polgárság adományai voltak, főleg reformkori alkotások.
Az első miskolci kiállítást azonban még a Megyeháza nagytermében rendezték meg, 1899. november 11-én volt a megnyitója. Az egyesület és a múzeum vásárlásokkal segítette a helyi művészeket, de országos hírű művészektől is vásároltak a múzeum számára. Ezen kívül a helyi polgárok és szervezetek is a vásárlók között voltak.
A 20. század első éveiben felerősödött az érdeklődés a kortárs művészet iránt. Így jött létre először 1904-ben Miskolcon az Iparművészeti Kiállítás, ami Lyka Károly elismerését is kiváltotta: „Bizony az a baj, hogy csak Miskolcon lesz ilyen kiállítás, holott legalább egy tucat magyar városnak kellene hasonló dologban fáradoznia. De a miskolci ember nyilván messzibb lát és talán több benne a kezdeményező erő. Amin mások még csak töprengenek, azt íme meg is csinálták.”
A már többször említett Balogh Bertalan, az Egyesület rendkívül aktív titkára, országos mozgalmat indított az élő képzőművészet vidéki bemutatása érdekében. A Képzőművészeti Társulat és Lyka Károly támogatta Balogh elképzeléseit, és sikerült létrehozni az ún. Felvidéki Vándorkiállításokat 1906-ban és 1910-ben. Ezeken az akkori magyar piktúra legkiválóbbjai állítottak ki: Benczúr Gyula, Fényes Adolf, Ferenczy Károly, Koszta József, Mednyánszky László, Rippl-Rónai József, Szinyei Merse Pál, és persze a miskolciak is. A vándorkiállítás – Miskolcon kívül – sorra bemutatkozott más városokban is (Eger, Kassa, Eperjes, Sátoraljaújhely, Gyöngyös, Debrecen).
Az első világháború után rossz helyzetbe került a múzeumügy. A gyűjtemények 1927-ig zárva voltak (ekkor 123 műtárgyat őriztek a képzőművészeti szekcióban), csak a Papszeren levő régi iskolában, a Múzeum új épületében voltak történeti kiállítások. A nehézségek ellenére sikerült nyélbe ütni a Művésztelep létrehozását, és az első növendékkiállítást már 1920. március 17-én meg is nyitották.
A korszakban több helyszínen is rendeztek kiállításokat, de – mai szemmel – egyik helyszín sem volt igazán alkalmas képzőművészeti kiállítások megrendezésére, illetve csak szükségmegoldást jelentettek. Természetesen helyet adott tárlatoknak a Borsod-Miskolci Múzeum, a Városháza és a Vármegyeháza nagyterme, a Kereskedők és Gazdák Körének székháza, a Korona-szálló emeleti és földszinti termei, Diósgyőr-Vasgyár, a Népkerti Vigadó, alkalmanként egy-egy művész műterme.
A kiállítások sorából megemlíthetjük még a színházi freskópályázat anyagának 1925-ös városházi bemutatását, vagy a már Dunáninneni Városok Kulturális Szövetsége városközi kiállítását 1929-ben. Az ezt követő kiállításokon elsősorban helyi művészek egyéni kiállításai voltak soron (Meilinger Dezső, Bartus Ödön, Balogh József, Szontágh Tibor, Döbröczöni Kálmán és mások), a csoportos tárlatokból – a művésztelepi kiállításokon kívül – a KÉVE 1926-os kiállítása, a Miskolci Művészek Társaságának 1928-as tárlata, valamint a Lévay József Közművelődési Egyesület tárlatai a kiemelendők, amelyeket 1924-től 1930-ig évente, majd később Téli tárlatként (1930, 1932) és Tavaszi kiállításként (1937) rendeztek meg.
Az 1945 utáni időszak a Borsod-Miskolci Képzőművészek Szabad Szervezetének 1946-ban és a Miskolci vasutas festőknek 1948-ban megrendezett tárlataival indult. Ennek kapcsán kell megemlíteni, hogy a Vasutas Képzőművészeti Körben szokatlanul színvonalas munka folyt, ahol az amatőrök munkáját Döbröczöni Kálmán és Imreh Zsigmond is segítette. Ebből a körből emelkedett ki Ficzere László. Ugyancsak ez évben, 1948. október 2-án nyílt meg a Kossuth szálló kiállítási termében a Képzőművészeti Főiskola Miskolci Művésztelepének „Miskolc 25 éve a magyar festőművészetben” című jubileumi tárlata. A kiállításon a miskolci művészek mellett a hazai festészet kiválóságai is részt vettek.

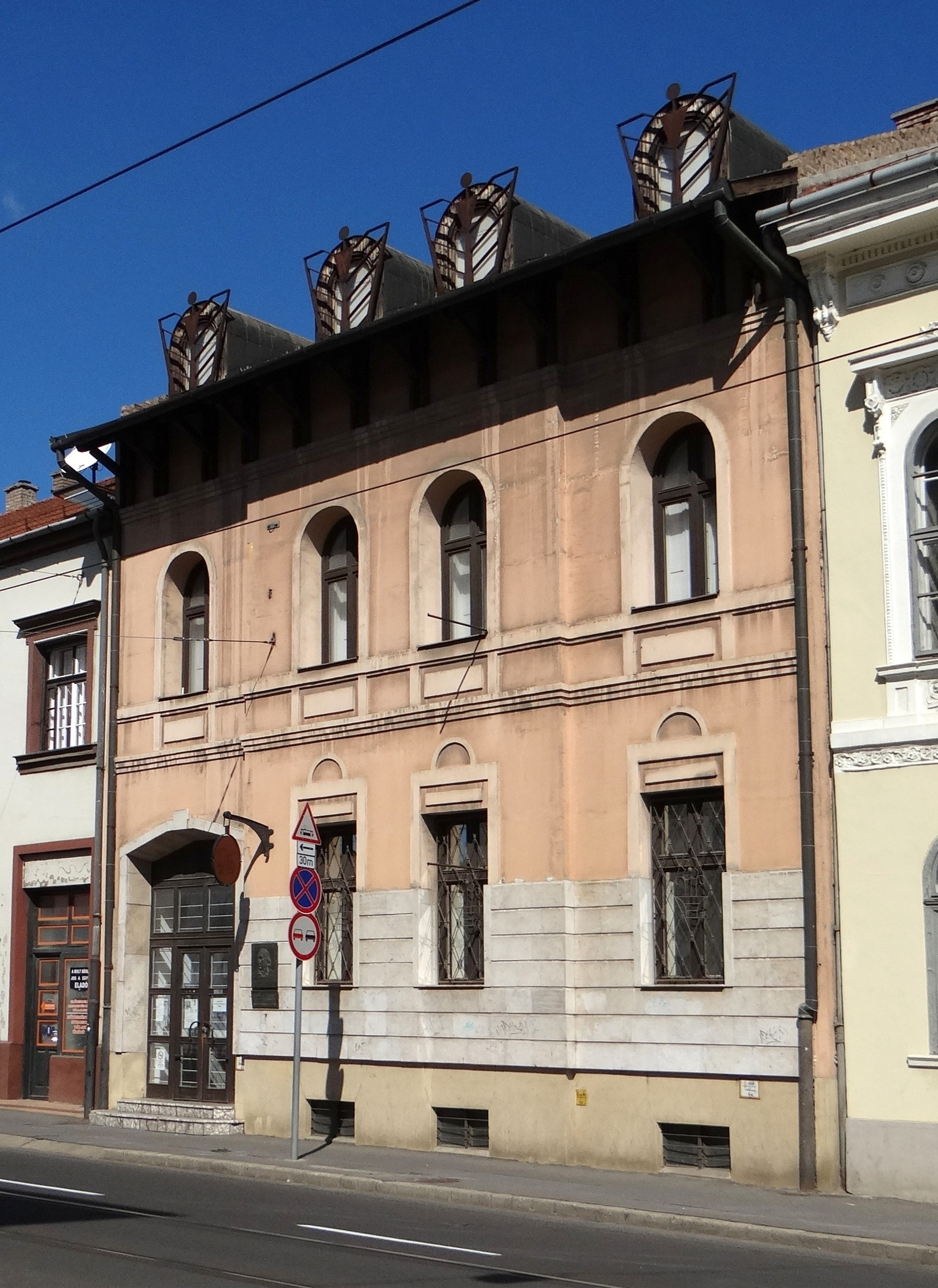
A Petró-ház

Az első „Borsod megyei képzőművészek kiállítása” 1951-ben valósult meg Miskolcon, amit később több hasonló tárlat is követett. 1955-ben nyílt meg az „I. Miskolci Országos Képzőművészeti Kiállítás”, amely az első olyan országos kitekintésű kiállítás volt, amit vidéken rendeztek. Ebből a kiállítás sorozatból fejlődött ki a Miskolci téli tárlatok rendszere.
A Feledy és társai tevékenysége révén felpezsdülő grafikai élet első kiállítása a miskolci Országos Képzőművészeti Kiállítás volt, ami az Országos grafikai biennálék elődrendezvényének számít. Az első biennálét 1961-ben rendezték meg a Miskolci Nemzeti Színház társalgóiban, mert Miskolcnak akkor még akkor sem volt megfelelő kiállítóhelye. Ez a helyzet változott meg 1967-ben, amikor a frissen alapított Városi Képtár megkapta a Déryné utca 5. szám alatti épületet, amely közel húsz évig végre méltó helyet adott a különböző képzőművészeti tárlatoknak. Újabb fontos dátum 1973 volt, amikor a Herman Ottó Múzeumon belül – Végvári Lajos erőteljes kezdeményezésére – megalakult a Miskolci Képtár, majd újabb nagy léptékű változás történt 1980-ban, amikor ez a képtár megkapta gyűjteménye számára az MSZMP megürült Görgey utcai épületét. A meglévő tekintélyes gyűjtemény kibővült a Nemzeti Galériától kapott letétekkel, vásárlásokkal és magángyűjtemények, közte a legjelentősebb Petró-féle gyűjtemény anyagával, s így az ország egyik legjelentősebb képzőművészeti gyűjteményévé nőtte ki magát. 1996-ban a Miskolci Galéria is új – immár végleges – otthonába költözhetett, a megfelelően felújított és kibővített Széchenyi utcai műemlék Rákóczi-ház (Dőry-kúria) adott otthont az intézménynek.

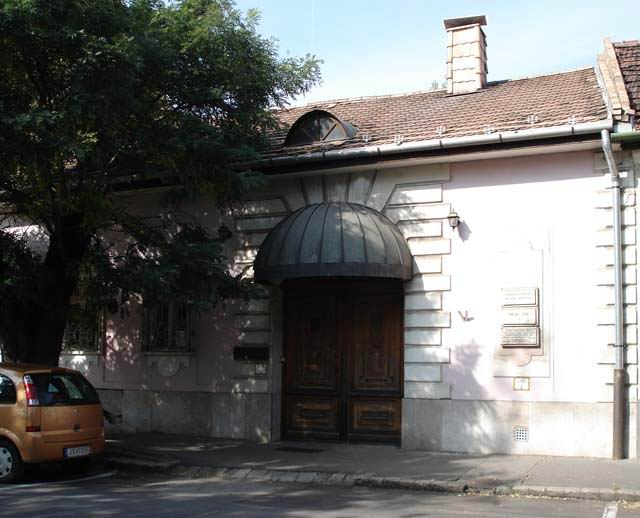
A Feledy-ház

Miskolc két legfontosabb képzőművészeti kiállítóhelye tehát a Herman Ottó Múzeum képtára és a Miskolci Galéria (utóbbi 2013-ban a Múzeum tagintézménye lett). Ezeken kívül is azonban számos más helyen tartanak, tartottak kiállításokat. Ilyen például a Miskolci Egyetem egykori üvegterme és galériája, a Mini Galéria, a Szőnyi István Terem, a Rónai és az Ady Művelődési Ház, a Miskolci Nemzeti Színház, a Libresso, a Vasas Otthon és a Vasas Művelődési Központ (Vasas Galéria), a Technika Háza, a Megyeháza Galéria, iskolák, kórházak, a Művészetek Háza és még nagyon sok más helyszín.

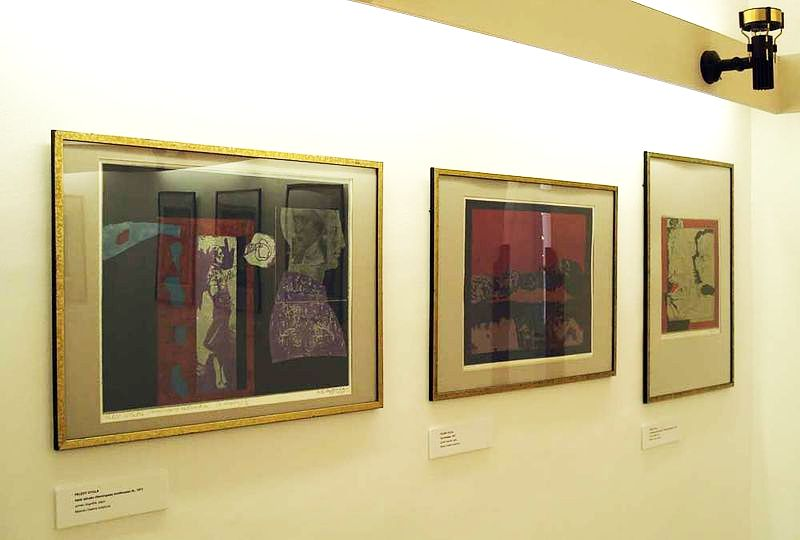
A Feledy-kiállítás részlete

A két nagy gyűjteményhez kapcsolódnak azok a kollekciók, amelyek művészek, gyűjtők adományai révén kerültek a város, a múzeum tulajdonába. Dr. Petró Sándor halála után, 1977-ben, az egész hatalmas magángyűjteménye – végrendeletileg – a Herman Ottó Múzeum birtokába került. Az 1988-ban hazatelepülő világhírű grafikus, Szalay Lajos nagy gyűjteményt adományozott a városnak. Az anyagot a Miskolci Galéria kezeli, és Petró Sándor Hunyadi u. 12. szám alatti egykori lakóházában (Petró-ház) helyezték el. Ugyanebben az épületben kapott helyet Kondor Béla állandó kiállítása is. Egy másik, korszakos jelentőségű művész, Feledy Gyula gyűjteményes kiállítása kapott helyet a Deák tér 3. szám alatti műemlék épületben, amely azóta Feledy-ház néven közismert. Szász Endre is komoly gyűjteményt (rajzok, festmények, porcelánképek, néprajzi tárgyak) adományozott a városnak, amelyből a Herman Ottó Múzeum mutatott be mintegy háromszáz darabot 2009-ben nyílt állandó kiállításán. Új kiállítóhely volt a Mission Art Galéria, amelyet 1990-ben hoztak létre Jurecskó László és Kishonthy Zsolt művészettörténészek. Az eltelt időszakban a galéria kiállítások sorát rendezte a városban, szerte Magyarországon és külföldön. Fő profilja a kortárs művészet, ebben a tekintetben úttörőnek számítanak Miskolcon. A nagybányai festészettel foglalkozó kiállításaik művészettörténeti jelentőségűek voltak.